# Thực phẩm sức khỏe
Thực phẩm sức khỏe là một thuật ngữ tiếp thị để đề xuất các tác động sức khỏe của con người thông qua chế độ ăn uống lành mạnh bình thường cần thiết cho dinh dưỡng của con người. Thực phẩm được bày bán trên thị trường như thực phẩm tốt cho sức khỏe có thể là một phần của một hoặc nhiều loại thực phẩm, như thực phẩm tự nhiên, thực phẩm hữu cơ, thực phẩm nguyên chất, thực phẩm chay hoặc thực phẩm bổ sung.    Những sản phẩm này có thể được bán trong các cửa hàng thực phẩm sức khỏe hoặc trong các quầy thực phẩm sức khỏe hoặc các quầy hữu cơ của các cửa hàng tạp hóa. Mặc dù không có định nghĩa chính xác cho "thực phẩm sức khỏe", Cục Quản lý Thực phẩm và Dược phẩm Hoa Kỳ giám sát và cảnh báo các nhà sản xuất thực phẩm chống lại việc dán nhãn thực phẩm là có ảnh hưởng cụ thể đến sức khỏe khi không có bằng chứng nào hỗ trợ cho những tuyên bố đó.

## Yêu cầu sức khỏe
Tại Hoa Kỳ, yêu cầu sức khỏe đối với nhãn thực tế dinh dưỡng được quy định bởi Cục Quản lý Thực phẩm và Dược phẩm Hoa Kỳ (FDA), trong khi quảng cáo được quy định bởi Ủy ban Thương mại Liên bang. Một số quốc gia khác cung cấp các quy định về ghi nhãn trên thực phẩm để giải thích chất lượng của thực phẩm sức khỏe có thể, chẳng hạn như Canada  và Cơ quan an toàn thực phẩm châu Âu.
Theo FDA, "Yêu cầu sức khỏe mô tả mối quan hệ giữa thực phẩm, thành phần thực phẩm hoặc thành phần bổ sung chế độ ăn uống có thể làm giảm nguy cơ mắc bệnh hoặc các tình trạng liên quan đến sức khỏe".
Nói chung, tuyên bố về lợi ích sức khỏe đối với thực phẩm cụ thể không được hỗ trợ bởi các bằng chứng khoa học và không được đánh giá bởi các cơ quan quản lý quốc gia. Ngoài ra, nghiên cứu được tài trợ bởi các nhà sản xuất hoặc nhà tiếp thị đã bị chỉ trích là có kết quả thuận lợi cao hơn so với nghiên cứu được tài trợ độc lập.
Trong khi không có định nghĩa chính xác cho "thực phẩm sức khỏe", FDA giám sát và cảnh báo các nhà sản xuất thực phẩm chống lại việc dán nhãn lên thực phẩm là có ảnh hưởng cụ thể đến sức khỏe khi không có bằng chứng nào hỗ trợ cho các tuyên bố đó, chẳng hạn như đối với một nhà sản xuất vào năm 2018.

## Thực phẩm trị liệu
Trong tình trạng suy dinh dưỡng, thực phẩm trị liệu đã được sử dụng thành công để cải thiện sức khỏe của trẻ suy dinh dưỡng.